# George I. M. Georgescu

Prof. Dr. George I.M. Georgescu

George I.M. Georgescu (n. 18 iunie 1943 - 31 octombrie 2005) a fost un medic cardiolog și internist și profesor universitar de medicină internă și cardiologie român.

## Biografie
Studiile liceale le-a terminat la Bacău, iar Facultatea de Medicină a absolvit în 1967, ca șef de promoție în Iași. După absolvire, a ocupat, prin concurs, poziția de intern clinic. De-a lungul carierei, a atins toate gradele profesionale până la cel de medic primar de medicină internă și cardiologie în Clinica Prof. Dr. C.I. Negoiță de la Spitalul Universitar „Sf. Spiridon”.
Paralel cu activitatea medicală a desfășurat o activitate didactică, obținând titlul de Profesor Universitar la Universitatea de Medicină și Farmacie "Grigore T. Popa" Iași.
Ca urmare a calităților universitare și profesionale precum și a prestigiului său, profesorul a ocupat numeroase poziții administrative și funcții oficiale: Șef de disciplină (cardiologie medicală), Director al departamentului de medicină internă, Prorector la U.M.F. „Gr.T.Popa” Iași, Director General al Centrului de cardiologie, Președinte al comisiei de cardiologie a Ministerului Sănătății, Expert al Consiliului Național de Evaluare și Acreditare Academică al M.E.C., Membru al Consiliului Național Pentru Atestarea Titlurilor, Diplomelor și Certificatelor Universitare al M.E.C., Vicepreședinte al Societății Române de Cardiologie, Președinte al Grupului de Aritmologie, Pacemakeri și Electrofiziologie. De asemenea a fost afiliat la Societatea de Medici și Naturaliști Iași, Societatea Română de Cardiologie, Societatea Europeană de Cardiologie, New York Academy of Sciences, European Heart Rhythm Association.
A avut ca interes prioritar studiile de electrofiziologie în aritmiile cardiace realizând standardizarea și validarea clinică a testului de electrostimulare atrială în evidențierea ischemiei cardiace, a înființat prima unitate de terapie intensivă a stărilor critice cardiovasculare în Iași (1973), primul centru zonal pentru implantarea de pacemakeri din Moldova (1980), primul laborator de ecocardiografie (1986).
În capitala Moldovei, prin strădania Prof. Dr. dr. h.c. George I.M. Georgescu a luat ființă în anul 1995 Centrul de Cardiologie, astăzi Institutul de Boli Cardiovasculare ce îi poartă numele, unitate medicală de excelență pe care domnia sa a proiectat-o, a organizat-o și a condus-o. Centrul de Cardiologie este o unitate de vârf în cardiologia românească, singura de acest tip pentru toată populația Moldovei.
De asemenea s-a implicat în activitatea științifică și publicistică fiind o prezență constantă la manifestările științifice din România și din alte țări. A fost autor sau coautor la 9 tratate, monografii sau manuale, a publicat peste 200 articole științifice originale, in extenso sau în rezumat.

## Premii și distincții
Întreaga sa activitate i-a adus numeroase premii și distincții: 
- Premiul „Gheorghe Marinescu” al Academiei Române (1983),
- „Profesor de onoare” al Universității „Ovidius” din Constanța (2000),
- Premiul „Pogor” al Primăriei Municipiului Iași (2001),
- Diplomă de excelență pentru contribuția adusă la primele transplanturi renale (2001),
- Premiul special pentru cea mai bună carte universitară (2001),
- „Doctor Honoris Causa” al Universității „Ovidius” din Constanța (2003),
- Titlul de „Fellow” al Societății Europene de Cardiologie (2004),
- Ordinul Național „Serviciul Credincios” în grad de Cavaler (2003),
- Premiul de Excelență „Medic.ro” (2005).[2]